# Pulvinaria pruni
Pulvinaria pruni är en insektsart som beskrevs av Hunter 1900. Pulvinaria pruni ingår i släktet Pulvinaria och familjen skålsköldlöss. Inga underarter finns listade i Catalogue of Life.